# FS Vágar
FS Vágar, vollständiger Name Fótbóltssamtakið Vágar („Fußballunion Vágar“), war ein färöischer Fußballclub mit Sitz in Miðvágur auf der Insel Vágar.

## Geschichte
Ursprünglich wurde der FS Vágar am 18. Dezember 1993 als Zusammenschluss von SÍF Sandavágur und MB Miðvágur gegründet. 1998 kam SÍ Sørvágur hinzu, aber sie trennten sich alle wieder 2004. Die Intention war, den Fußball von Vágar höher anzusiedeln, zumal die Färöer sich damals in einer schweren Wirtschaftskrise befanden und viele Leute von Vágar wegzogen.
Gleichzeitig war klar, dass drei gegeneinander konkurrierende Vereine auf der Insel zu viele waren. Und so wollte man einen Verein in die höchste Liga bringen (damals noch 1. Deild, heute Effodeildin), was 1995 gelang. Allerdings konnte sich die Mannschaft dort oben nicht dauerhaft halten und stieg nach der Saison 2003 endgültig wieder ab.
Im Herbst 2004 zeichnete sich ab, dass die bisherige Zusammenarbeit nicht mehr überleben wird. Zu groß waren die Meinungsverschiedenheiten zwischen den Partnern und daher wurde das Projekt beendet. Als Nachfolgeverein wurde FS Vágar 2004, seit 2007 unter dem Namen 07 Vestur bekannt, gegründet.

## Trainer
- Tommy Christiansen (1990)
- Finn Røntved (1995)
- Albert Ellefsen & Páll Fróði Joensen (1995)
- Albert Ellefsen (1996)
- Piotr Krakowski (1997)

- Kęstutis Latoža (2000–2001)
- Albert Ellefsen (2001)
- Suni á Dalbø (2002)
- Albert Ellefsen (2002–2003)
- Jógvan Norðbúð (2004)

## Spieler
Aufgelistet sind alle Spieler, die mindestens zehn Spiele für die Nationalmannschaft absolviert haben.
- Jóhannis Joensen (1994–1995, 2003)
- Jens Erik Rasmussen (1994–1996, 2002–2003)
- Mikkjal Danielsen (1994–1997)
- Torkil Nielsen (1994–1997, 1999–2001, 2003)

## Ligarekorde
- Beste Ligaplatzierung: 6. Platz (1995)
- Höchster Heimsieg: 5:1 gegen TB Tvøroyri (22. September 1996)
- Höchste Heimniederlage: 0:7 gegen HB Tórshavn (15. Juni 1997)
- Höchster Auswärtssieg: 3:2 gegen VB Vágur (29. Mai 2003), 2:1 gegen TB Tvøroyri (10. September 1995), 2:1 gegen NSÍ Runavík (24. September 1995), 1:0 gegen B71 Sandur (11. Mai 2001), 1:0 gegen B68 Toftir (22. Juni 2003)
- Höchste Auswärtsniederlage: 0:15 gegen B36 Tórshavn (27. Mai 2001)
- Torreichstes Spiel: B36 Tórshavn–FS Vágar 15:0 (27. Mai 2001)
- Ewige Tabelle: 18. Platz

## Frauenfußball
Das Frauenteam spielte 2003 und 2004 in der 1. Deild und belegte jeweils den vorletzten Platz.

### Ligarekorde
- Beste Ligaplatzierung: 6. Platz (2004)
- Höchster Heimsieg: 2:1 gegen AB Argir (10. August 2003), 1:0 gegen AB Argir (31. Mai 2004)
- Höchste Heimniederlage: 1:16 gegen KÍ Klaksvík (15. Juni 2003)
- Höchster Auswärtssieg: 3:2 gegen EB/Streymur (12. Juni 2003)
- Höchste Auswärtsniederlage: 0:19 gegen KÍ Klaksvík (6. Juni 2004)
- Torreichstes Spiel: KÍ Klaksvík–FS Vágar 19:0 (6. Juni 2004)
- Ewige Tabelle: 24. Platz